# Kartuzijanski samostan Pleterje
Kartuzijanski samostan Pleterje je muški samostan duhovnoga reda Kartuzijanaca u Dolenjskoj, pored Šentjerneja. Od ukupno četiri kartuzijanska samostana u Sloveniji, ovo je jedini u kome još žive i rade kartuzijanci. Osnovao ga je grof Herman II. Celjski 1403. godine. 
Kartuzija Pleterje mjesto je života i rada monaha iz cijele srednje Europe, ali i iz nekih drugih krajeva svijeta. Među članovima ove kartuzije ima Slovenaca, Mađara, Hrvata i monaha drugih nacionalnosti.

## Vanjske poveznice
|  | Zajednički poslužitelj ima stranicu o temi Kartuzijanski samostan Pleterje |

- Kartuzija Pleterje
- Velika Kartuzija - Matični samostan u Francuskoj
- Kartuzija-pleterje.si